# چالاس
چالاس (به لاتین: Chalas) یک منطقهٔ مسکونی در افغانستان است که در ولایت کنر واقع شده‌است.